# Лихарев, Фёдор Ермолаевич
Фёдор Ермолаевич Лихарев — сын боярский, голова, воевода и наместник в царствование Ивана IV Васильевича Грозного, Фёдора Ивановича и Бориса Годунова.
Сын Ермолая Александровича Лихарева и Капитолины Васильевны Козловской.

## Биография
Служил головою в Ряжске (1584). Наместник в Опочке (1585—1586). Упомянут в походе царя Фёдора Ивановича к Новгороду Великому против шведов (1589). Участвовал в царском походе против шведов и был послан из Ругодива с прочими головами «для языков по ракоборской дороге» (1590). Летом того же года отправлен в Белёв. Прислан головою в Себеж, потом в Ряжск (1591).В связи с угрозой крымских татар послан головою в Зарайск (1594). Голова в Невле (1596—1598).
Воевода в Михайлове (1627).